# Jakob
Jakob je moško osebno ime.

## Izvor imena
Jakob je svetopisemsko ime. Izhaja prek latinskega Jacobus in grškega Ιακωβ (Jakōb) iz hebrejskega Jaakób, katerega pomen ni zanesljivo pojasnjen. Največkrat ga povezujejo z besedo peta, hebrejsko Hákeb v pomenu besede »on drži za peto« ali »on sledi za kom«, ker se je očak Jakob rodil kot dvojček in se držal svojega brata Ezava za peto. V Svetem pismu Nove zaveze so omenjeni še trije Jakobi: Jožefov oče, dva apostola: Jakob Starejši in Jakob Mlajši.

## Različice imena
- moške različice imena: Jak, Jaka, Jakec, Jaki, Jakov, Jakove, Jaša, Žak, Žaki
- ženske različice imena: Jakoba, Jaki, Jakica, Jakobina, Jakovica, Jaša, Žaklin, Žaklina

## Tujejezikovne oblike imena
- pri Angležih: Jacob (Jack, Jake) in James (Jimmy, Jim)
- pri Nemcih, Nizozemcih, Dancih (Jacob, Jakob, Jep, Jeppe, Ib) Norvežanih, Švedih: Jakob, Jacob, Jakobus
- pri Fincih Jaakob, Jaakoppi, Jaakko
- pri Estoncih: Jaak, Jaagup, Jakob
- pri Francozih: Jacques (starofr. James), Jayme, Jaume (ž. Jacqueline)
- pri Italijanih: Giacomo, Jacopo
- pri Oksitancih: Jacome, Jacme
- pri Kataloncih: Jaume
- pri Špancih: Jacobo, Santiago, Tiago, Jaime
- pri Potrugalcih: Jacó, Iago, Tiago, Thiago, Diogo, Jácomo, Jacob, Jaime
- pri Madžarih: Jakab, Jákob
- pri Čehih, Slovakih, Poljakih: Jakub (skrajšano Kuba)
- pri Latvijcih: Jēkabs
- pri Litovcih: Jokūbas
- pri Hrvatih in Srbih: Jakov, Jakob, Jakša
- pri pravoslavnih Slovanih: Jakov (prevzeto tudi Žak oz. Džems)
- pri Romunih: Iacob, Iacov
- pri Armencih: Hakob, Hagop, Agop
- pri Perzijcih: Yaghub
- pri Turkih: Yakup
- v hebrejščini: Yaakov (v jidišu: Yankev)
- v arabščini: Yaʿqūb, Yakub
- v latinščini: Iacobus
- v grščini: Iakob(os)

## Pogostost imena
Po podatkih Statističnega urada Republike Slovenije je bilo na dan 31. decembra 2007 v Sloveniji število moških oseb z imenom Jakob: 3.335. Med vsemi moškimi imeni pa je ime Jakob po pogostosti uporabe uvrščeno na 75. mesto.

## Osebni praznik
V koledarju je ime Jakob zapisano: 30. aprila, 3. maja, 25. julija.

## Zanimivost
- Jakob je kmečki svetnik; pozneje je postal med drugim tudi zavetnik romarjev (sv. Jakob v Komposteli ali Santiago de Compostella v Španji je slovita božja pot)

## Priimki nastali iz imena
Iz imena Jakob so se razvili priimki Jakac, Jakelj, Jaki, Jakil, Jaklič, Jaklin, Jakobčič, Jakobe, Jakobec, Jakomin, Jakopec, Jakopič, Jakopin, Jakoš, Jakšič, Kobe, Kobetič in drugi.